# Peter Hahne (Fernsehsendung)
Peter Hahne war eine Talkshow im ZDF. Moderator war Peter Hahne. Die Sendung wurde am 27. Juni 2010 erstmals gesendet. Sie wurde im studio4A  am Pariser Platz in Berlin aufgezeichnet. Produziert wurde die Sendung von Gruppe 5 Filmproduktion. Nach mehr als 265 Ausgaben lief die letzte Sendung im Dezember 2017.

## Konzept
Die Sendung war auf eine Dauer von 30 Minuten ausgelegt. Hahne sprach vor einem Fenster mit Blick auf das Brandenburger Tor mit Gästen aus Politik, Gesellschaft und Kultur über „gesellschaftlich relevante Themen“. Hahne selbst bezeichnete das Konzept seiner Talkshow als „anspruchsvollen Boulevard“.

## Hintergrund
In den Medien wurde das Format teilweise als ZDF-interne Kompensation im Rahmen der senderinternen Parteiproporzes gedeutet. Nachdem Bettina Schausten die Leitung des ZDF-Hauptstadtstudios in Berlin übernommen hatte, wäre es demzufolge üblich gewesen, den Stellvertreter aus dem sozialdemokratischen Lager des Senders zu ernennen. Hahne gehört diesem nicht an. Er wechselte nach dem Auslaufen seines Vertrages am 1. April 2010 in die ZDF-Programmdirektion. Im gleichen Umfeld wurde die neue Sendung ins Leben gerufen. Einige Medien bezeichneten die Einrichtung der Talkshow für Hahne am Sonntagmittag als „Wegloben“ und „Entmachtung“ Hahnes.

## Sendeplatz
Die Ausstrahlung erfolgte zunächst nach den Nachrichten im Anschluss an den ZDF-Fernsehgarten. Damit konnte die Sendung von dem hohen Quotenniveau des Fernsehgartens von rund 20 Prozent profitieren. In der Vergangenheit bezeichnete Hahne die Zuschauer des Fernsehgartens ausdrücklich als wichtige Zielgruppe seiner Sendung:

„Das ZDF hat um diese Zeit mit dem ‚Fernsehgarten‘ eine Riesenquote. Die Kunst wird sein, möglichst viele dieser Zuschauer dazu zu bringen, sich ‚Peter Hahne‘ anzusehen. Wir wollen sie nicht künstlich betroffen machen, sondern thematisieren, was sie wirklich betrifft.“

Von 2013 bis Mai 2016 wurde die Talkshow nach dem sonntäglichen Fernseh-Gottesdienst übertragen. Seit dem 7. Mai 2016 war die Sendung bereits am Samstag um 19:30 Uhr bei Phoenix zu sehen. Im ZDF rückte sie auf den Talkplatz in der Nacht von Sonntag auf Montag gegen 0:20 Uhr. Am 27. November 2017 wurde die letzte Sendung im ZDF ausgestrahlt.

## Kritiken
In den ersten Monaten waren die Äußerungen deutscher Medienjournalisten zu dem umgesetzten Sendungskonzept und der Moderationsleistung Hahnes überwiegend negativ. Hahne wurden hierbei insbesondere mangelnde Distanz und Kritikfähigkeit vorgeworfen:

„Theologin trifft auf Theologen. Da ist Sympathie nicht ausgeschlossen. Erst recht nicht, wenn man jahrelang zusammen im Rat der EKD gesessen hat. Und so ist es dann auch nicht verwunderlich, dass Hahne Margot Käßmann als ‚Bischöfin der Herzen‘ anpreist, ihre auch heute noch überaus große Popularität in der Bevölkerung hervorhebt und per Einspieler noch einmal auf ihren Aufstieg als Bischöfin verweist. Eine gebotene journalistische Distanz zum Interviewpartner sieht anders aus. […] Für Hahne muss deshalb jetzt vor allem der journalistische Grundsatz gelten, die Distanz zu seinen Gästen zu wahren, um sich selbst nicht unglaubwürdig zu machen.“

„Als ersten Gast hat sich der Dauergrinser die ehemalige Bischöfin Margot Käßmann eingeladen. […] Hahne und Käßmann – die beiden erinnern schon sehr an die großen Scheinpriester der Filmgeschichte: Burt Lancaster als Elmer Gantry in ‚Gott ist im Geschäft‘ und Robert Mitchum als Harry Powell in ‚Die Nacht des Jägers‘. Zwei geschäftstüchtige Wanderprediger, die mit Heilsversprechen ihr Geld machen.“

„Wenn Peter Hahne sich nicht als Fortsetzung des evangelischen Gottesdienstes im ZDF, nicht als mittägliches Aufpolstern seiner ‚Bild am Sonntag‘-Kolumne ins Nirwana öffentlicher Aufmerksamkeit senden will, dann sehen sich Talker und Redaktion die Premiere noch einmal ganz genau an. Peter Hahne kann mehr, als er mit ‚Peter Hahne‘ anbieten will. Andernfalls übernimmt die Pastorin.“

„Irgendjemand muss zum Beispiel jetzt endlich mal irgendwas gegen diese ganze Kinderpornographie im Internet tun. Peter Hahne findet, sowas müsste verboten sein. Gut, es ist verboten, aber das ist ja nicht der Punkt. Es soll weg sein. Sofort. […] Aber schon das Wort ‚Netzsperren‘ geht dem ZDF-Mann Peter Hahne nicht über die Lippen. […] es schien doch, als sitze Frau Guttenberg ein glühender Fan gegenüber, ein Verehrer. Er hatte aus seiner Sendung eine Werbesendung für ihr Buch, ihr Anliegen, sie selbst gemacht, nickte eifrig und, nun ja, grinste. Er hatte keine kritischen Nachfragen, als sie behauptete, dass das Geschäft mit Kinderpornographie ein ‚lukratives Geschäft‘ sei, obwohl viel dagegen spricht. Und er schaffte es, auf ganz eigene Art das Internet als Wurzel allen Übels auszumachen. […] Ganz abgesehen davon, dass es keine gute Voraussetzung für ein Fernsehgespräch ist, wenn der Moderator in der Rolle eines Jubelpersers auftritt […]: Hahne hat in der Sendung systematisch fast jede Gelegenheit gemieden, die Zuschauer aufzuklären, klüger zu machen. Er hat sie nur in ihren Gefühlen bestärkt. Dass ein Mann wie Peter Hahne mit seiner Ratiophobie vom ZDF als Journalist eingesetzt wird, ist ein fortdauerndes Ärgernis.“